# 苏尔博
苏尔博（義大利語：Surbo），是意大利莱切省的一个市镇。总面积20平方公里，人口14621人，人口密度731.1人/平方公里（2009年）。ISTAT代码为075083。